# Махровая ткань

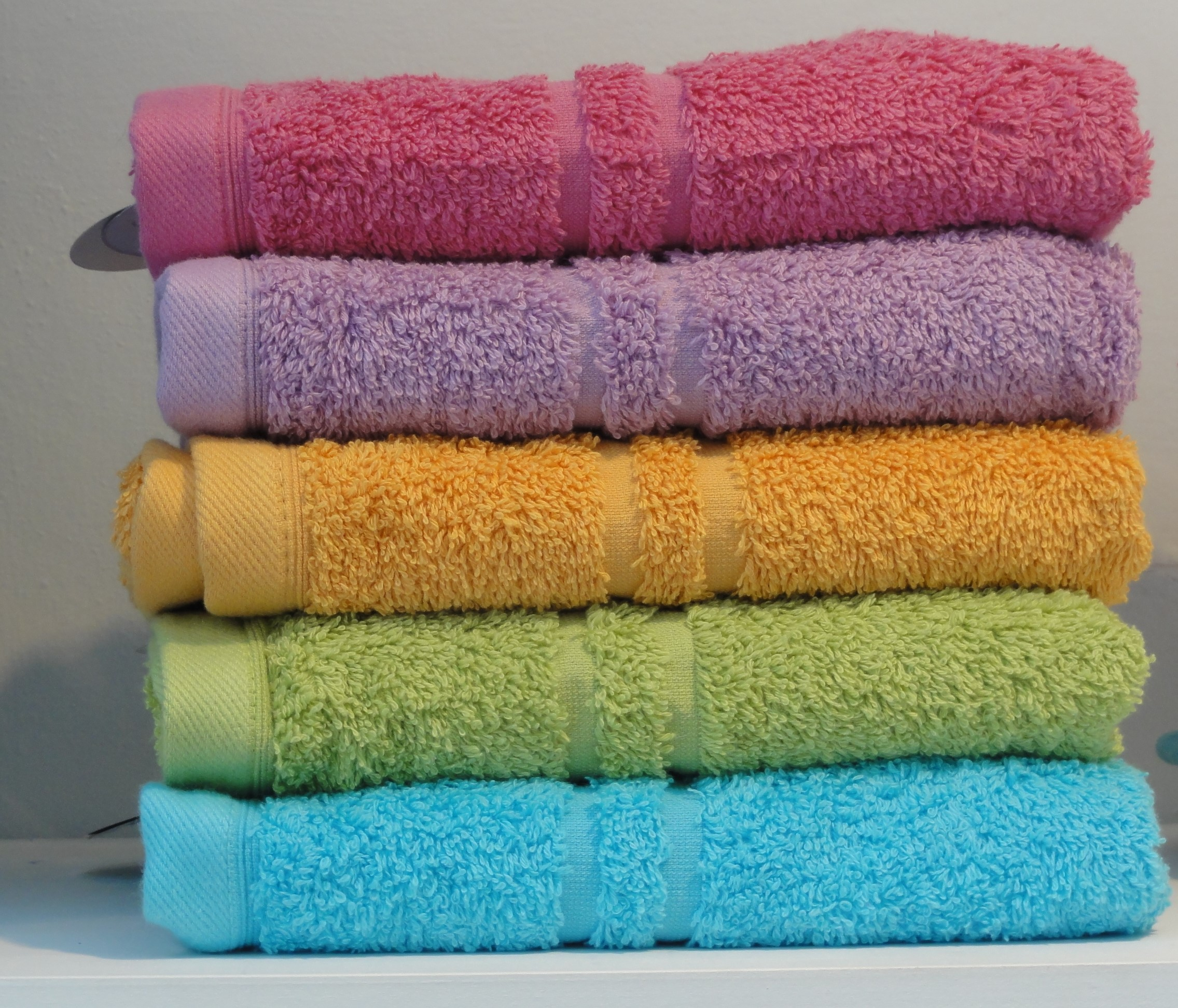
Стопка махровых полотенец

Махровая ткань (просторечное название — «махра») — натуральная ткань, поверхность которой состоит из ворса (петель основных нитей). Ворс может быть как одинарным (односторонним), так и двойным (двусторонним). Кроме односторонней и двухсторонней, различают также ткань с рельефным рисунком в структуре махры и ткань со стриженным ворсом (стриженная махра).

## История
Родиной хлопка является Индия, где были обнаружены хлопчатобумажные ткани, сотканные ещё в период 3250—2750 годов до н. э. Из Индии хлопководство распространилось на соседние страны. Современное возделывание хлопка уходит корнями в XVIII век (1774 год) — в те времена, когда стали производиться хлопчатобумажные ткани. С тех пор хлопководство приобрело массовое развитие, как ни одна другая промышленная отрасль. Посевы хлопчатника резко возросли, завоевав Америку, Китай, Египет, страны Азии и южные регионы Российской империи. В России до начала XIX века главенствующую роль в текстильной промышленности занимало производство льняных тканей. Нити изготавливались из волокон стеблей льна после специальной предварительной обработки. Лен шёл на изготовление тканей различного качества: из тонкого полотна изготавливалось белье и праздничная одежда, из полотна более грубых нитей — повседневная домашняя, сермяжная одежда, а из волокнистых остатков — мешковина.
Также известны махровые ткани из бамбука. Бамбук растет главным образом в тропиках и субтропиках. Культивироваться в качестве сырья для мануфактурных изделий стал сравнительно недавно. Волокна добываются из стебля бамбука, который является одревесневшей соломиной.

## Свойства махровой ткани
Махровые ткани обычно менее плотны, чем ворсовые. В отличие от чисто ворсовых, ворс у них возникает за счет свободной подачи петель неплотно натянутой основы, отчего они и получаются, как правило, менее стойкими и равномерными. Однако эта особенность ничуть не портит характерные качества махровой ткани, а наоборот — придает ей неповторимую природную особенность «свободного дыхания». Также они обладают легким массажным воздействием на тело человека и не вызывают раздражения кожи. Благодаря своим уникальным естественным качествам и способности хорошо поглощать влагу, позволяя телу свободно дышать, махровые ткани используются для изготовления халатов, полотенец, домашних тапочек, постельного белья, купальных простыней, ортопедических стелек, матрацев и подушек, различных чехлов для постельных и иных индивидуальных принадлежностей, а также — женских прокладок нового поколения.
Махровые ткани различаются по типу плотности, кручения нити и высоты петли, так как именно от них зависит внешний вид и качество махрового изделия. Плотность махровых материй измеряется в граммах на квадратный метр и колеблется от 300 до 800 единиц. Чем выше плотность — тем пушистее изделие из махры. В махровых изделиях не допустимо чрезмерное присутствие искусственных волокон, поскольку все они, в силу своей принадлежности к индивидуальному туалету, предназначены для стирки при высоких температурах, чего не способны вынести синтетические добавки. Единственно возможное отклонение в отношении производства махровой ткани — примесь полиэстеровой нити при изготовлении основы полотна. Являясь природным материалом, махра быстро мнется. Немнущиеся махровые ткани производятся с добавлением химических волокон в соотношении не более 20 процентов искусственных материалов (полиэстера) на 80 процентов натурального компонента. Изделия из махровых тканей особо рекомендуемы для аллергиков. Ткань легко поддается стирке и после многократных операций остается по-прежнему пушистой и мягкой, не нанося вреда здоровью человека.

## Состав махровой ткани
Выпускается ткань обычно из хлопка, льна, реже — бамбука. Махровые ткани создаются чаще всего на основе хлопка — экологически чистого природного материала. Хлопок мягок, нежен, обладает превосходным свойством водопоглощения. Чем длиннее исходное волокно, тем прочнее, пушистее и мягче готовое изделие и тем лучше оно впитывает влагу. Махровое полотно на основе льна наделено теми же характеристиками. Различие заключается лишь в диаметре нити (льняная нить более тонкая). На основе бамбука также изготавливается махровое полотно. К его применению прибегли совсем недавно, что обусловлено отдалённостью его ареала. Однако изделия с добавлением бамбуковых волокон выглядят очень эффектно, отличаясь особым блеском и нежностью ткани. Ткань может состоять как исключительно из одного типа нитей, так и их комбинирования (хлопок и бамбук, лён и бамбук, хлопок и лён).

## Изделия из махровой ткани
Для производства полотенец применяют волокна малой и средней толщины. Очень тонкие нити скручивают вдвое, увеличивая таким образом толщину готового изделия, хотя его плотность, в стандартных единицах измерения, остается той же. Качественно произведенное и окрашенное полотенце способно выдержать не меньше 500 стирок.
Далее по степени известности махровых изделий следуют халаты. Они легки, удобны, прочны и долговечны. Помимо этого, махровые халаты, согревая тело, позволяют ему свободно дышать. У махровых изделий, чем сильнее скручена нить, тем она хуже поглощает влагу. Халаты с чрезмерно кручеными нитями тяжелее, грубее на ощупь и менее комфортабельны, чем изделия, в которых нить скучена не слишком туго. Махровые халаты чаще всего используют после купания, так как ткань, из которой они изготовлены, прекрасно впитывает влагу. Халаты из махры бывают двух типов: ворсом наружу (одинарным ворсом) и ворсом наружу и внутрь (двойным ворсом).
Преимущество постельного белья из махровой ткани состоит в том, что оно значительно прочнее бязевых постельных принадлежностей и обладает массажным эффектом.
Не менее популярными становятся и ортопедические матрацы, произведённые на основе природных материалов и тканей, одной из которых является махровая ткань. Такие матрацы особо рекомендованы людям, страдающим аллергией на различные искусственные компоненты производимых изделий. Сюда же относятся и ортопедические подушки из махры, а также чехлы к ним.
Очень удобными, комфортными и лечебными являются ортопедические стельки на основе хлопчатобумажной махры. В холодное время они сохраняют тепло, а в теплое — создают прохладу, впитывая влагу и позволяя ноге дышать.
Изделия из махровой ткани на основе натуральных волокон выглядят после стирки точно так же, как и до неё, обладая такой же мягкой, нежной и пушистой фактурой. Единственное ограничение к махровым изделиям — им противопоказано глажение. Проглаженное махровое полотно выглядит неестественно и крайне неопрятно.